# Polydesmus decolor
Polydesmus decolor är en mångfotingart som beskrevs av Jean-Henri Humbert och Henri Saussure 1870. Polydesmus decolor ingår i släktet Polydesmus och familjen plattdubbelfotingar. Inga underarter finns listade i Catalogue of Life.